# Zaokrętowanie
Zaokrętowanie – włączenie osób przybyłych na okręt lub statek (jednostkę pływającą) w stan załogi lub pasażerów wraz z ich zakwaterowaniem, zaprowiantowaniem, ewentualnie przydzieleniem im funkcji, środków ratunkowych itp.
Zaokrętowaniem nazywa się też wpisanie marynarza na listę załogi statku lub okrętu, lub przeniesienie marynarza z oddziału lądowego na okręt.